# إنديو (لاعب كرة قدم مواليد 1979)
جوزبه ساتيرو دو ناسيمنتو (بالبرتغالية: José Sátiro do Nascimento) هو لاعب كرة قدم برازيلي في مركز الهجوم، ولد في 3 أبريل 1979 في بالميرا دوس إنديوس في البرازيل. لعب مع أليانزا ليما وسانتو أندريه ونادي باوك ونادي دايجو ونادي سآد سبورته ونادي غاما ونادي غوياس ونادي فيتوريا ونادي كاشياس دو سول ونادي كورينثيانز.

## وصلات خارجية
- إنديو (لاعب كرة قدم مواليد 1979) على موقع الاتحاد الدولي (مؤرشف)  (الإنجليزية)
- إنديو (لاعب كرة قدم مواليد 1979) على موقع دوري كوريا الجنوبية (الإنجليزية)
- إنديو (لاعب كرة قدم مواليد 1979) على موقع قاعدة بيانات كرة القدم.إي يو (الإنجليزية)